# Народний артист Азербайджану
«Народний артист Азербайджану» (азерб. Xalq artisti) — почесне звання Азербайджанської Республіки, присвоюване за особливі заслуги в розвитку азербайджанської культури.

## Присвоєння
Президент Азербайджанської Республіки присвоює почесне звання за особистою ініціативою, а також за пропозицією Національних Зборів і Кабінету Міністрів.
Почесне звання присвоюється лише громадянам Азербайджанської Республіки. Згідно з указом, почесне звання «Народний артист Азербайджану» не може бути повторно присвоєне одній і тій самій особі.
Відзначена почесним званням особа може бути позбавлена почесного звання у разі:
- засудження за тяжкий злочин;
- вчинення проступку, що заплямував почесне звання

## Указ про заснування
Почесне звання «Народний артист Азербайджану» було засновано указом Президента Азербайджанської Республіки від 22 травня 1998 року поряд з деякими іншими званнями:

## Опис
Особи, відзначені почесним званням «Народний артист Азербайджану» Азербайджанської Республіки, отримують посвідчення і нагрудний знак почесного звання Азербайджанської Республіки. Нагрудний знак почесного звання повинен носитися на правій стороні грудей.